# Mein Bruder der Vampir
Mein Bruder der Vampir ist ein deutscher Spielfilm aus dem Jahr 2001. Die Hauptrollen spielen Roman Knižka und Hinnerk Schönemann, Regie führte Sven Taddicken. Gedreht wurde der Film im Sommer 2001 in Stuttgart, Mannheim und Umgebung auf dem Schmalfilmformat Super 16mm. Produziert wurde er von Gambit Film in Koproduktion mit teamWorx, dem SWR und dem BR. Mein Bruder der Vampir ist das Debüt in Spielfilmlänge des damals 27-jährigen Regisseurs Taddicken.

## Handlung
Dreh- und Angelpunkt der Handlung ist der geistig-behinderte Dracula-Fan Josch Klauser, der kurz vor seinem 30. Geburtstag steht und langsam seine Sexualität entdeckt. Sein erstes Mal möchte er mit Nadine erleben, der Freundin seines jüngeren Bruders Mike. Gleichzeitig strebt auch Nic, die 14-jährige Schwester der Brüder, ihre Defloration durch den Nachwuchs-Gangster Manu an.

## Kritiken
Auf kino.de wurde der Film als „poetisch-groteske Familienkomödie um drei Geschwister und ihre Erfahrungen mit Sex“ bezeichnet und dahingehend mit Fickende Fische verglichen, dass beide Werke der Beweis seien, „dass deutsche Filmemacher pubertäre Sexabenteuer auch mit Stil abhandeln können“.  Die Rhein-Zeitung sah in dem Film eine „respektlose Pubertätskomödie“, die sich „augenzwinkernd“ mit den ersten Erfahrungen dreier Geschwister mit Liebe, Sexualität und Beziehungen auseinandersetze.
Kritischer äußerte sich Prisma: „Hätte er sich stärker auf eine Person konzentriert und nicht gleich ein Porträt aller drei Geschwister abgedreht, wäre die manchmal recht schräge Story vielleicht komplexer gewesen.“

## Auszeichnungen
Während der 35. Internationalen Hofer Filmtage wurde er dafür mit dem mit 7.500 DM dotierten „Eastman Förderpreis für Nachwuchstalente“ der Kodak AG ausgezeichnet.
Im Jahr 2002 erhielt der Film auch den Publikumspreis des Max Ophüls Filmfestivals in Saarbrücken. Auf dem Puchon International Fantastic Film Festival wurde Mein Bruder der Vampir mit dem Hauptpreis als bester Film ausgezeichnet.